# Англо-іспанська війна (1585—1604)
Англо-іспанська війна 1585—1604 — війна між Англією та Іспанією.

## Історія
Наприкінці XVI століття англо-іспанські відносини вкрай загострились. У 1585 році Іспанія приготувала потужний флот — «Велику Армаду». Флот мав висадити на Британських островах армію намісника Голландії Олександра Фарнезе. Щоб підготувати базу на узбережжі Нідерландів, війська Фарнезе захопили порт Сльойс. У той самий час ескадра англійського адмірала Френсіса Дрейка здійснила напад на Кадіс — базу «Великої Армади». Англійці знищили близько 100 кораблів. Завдяки нападу було відтерміновано похід флоту Іспанії до берегів Британії.
У Фландрії будувались невеликі плоскодонні судна. На них планували здійснити перекидання військ на кораблі «Великої Армади». Для цього прорили канал із Сас-ван-Гент в Брюгге й поглибили фарватер Іперле від Брюгге до Ньївпорта. Ці заходи мали на меті недопущення потрапляння кораблів під вогонь флоту Голландії чи гармат фортеці Фліссінген. З Іспанії, Італії, Німеччини й Бургундії перекидались війська; стікались добровольці, які бажали взяти участь у війні проти Британії.
Фарнезе спостерігав, що гавані Дюнкерка, Ньївпорта і Сльойса, які були у розпорядженні іспанців, дуже мілкі, й тому туди не міг увійти флот «Великої Армади». Намісник Нідерландів вніс пропозицію: перед відправкою кораблів до берегів Британії захопити більш глибоководний порт Фліссінген, але король Філіп поспішав скоріше закріпитись на островах Англії.
20 травня 1588 року «Армада», що складалась із шести ескадр, вийшла у відкрите море з гирла річки Тахо. Разом Іспанія мала у розпорядженні 75 військових і 57 транспортних суден — на їх борту знаходилось 8 000 матросів, 2 000 гребців-невільників, 19 000 солдат, 1 000 офіцерів, 300 священиків та 85 лікарів. Англія ж мала 197 менших за розміром суден — разом на них було 15 000 чоловік. Підготовка англійських моряків була кращою, ніж у іспанських. На «Велику Армаду» постійно нападали більш легкі та маневрені англійські судна під командуванням адмірала Дрейка. Англія розраховувала на перевагу своєї артилерії, а Іспанія, що переважала за піхотою покладалась на абордажний бій. 28 липня поблизу Кале судна Англії атакували флот Іспанії: англійці потопили 16 кораблів, але витратили боєприпаси, через що припинили битву.
6 серпня того самого року «Армада» під командуванням Медіна Сідонья припливла до Кале. Фарнезе зі своєю армією чекав на березі, щоб навантажитись на судна. Однак усі порти Нідерландів заблокував свій же флот, до того ж флот Іспанії через свою надто глибоку осадку не зміг наблизитись до берега. 9 серпня «Армада» повертає на північ. Коли кораблі огинали Англію, почався сильний шторм і майже половина кораблів «Армади» загинула. В Іспанію ж повернулось тільки 10 000 чоловік з 63 кораблями.
Формально війну було припинено вже після смерті королеви Єлизавети I — у 1604 році з підписанням між Іспанією та Англією мирного Лондонського договору, згідно якого король Іспанії був змушений відмовитись від претензій на трон Англії та відновлення в ній католицизму, а Англія відмовлялась від нападів на іспанське трансатлантичне судноплавство і іспанські заморські колонії.